# Miłość ponad wszystko
Miłość ponad wszystko (ang. Unconditional Love) – brytyjski dramat kryminalny z 2003 roku w reżyserii Ferdinanda Fairfaxa. Wyprodukowana przez wytwórnię Company Pictures, Coastal Productions i Isle of Man Film.
Premiera filmu odbyła się 20 stycznia 2003 w Wielkiej Brytanii.

## Opis fabuły
Pete (Robson Green) i Lydia (Sarah Parish) Daviesowie są małżeństwem, jakich wiele. Ich życie toczy się utartym rytmem do chwili, gdy ktoś porywa ich ukochanego synka Maksa w dniu jego czwartych urodzin. Po dwóch tygodniach z rodzicami chłopca kontaktuje się młody mężczyzna i domaga się od małżeństwa kradzieży ważnej dla niego dyskietki.

## Obsada
Źródło: Filmweb
- Robson Green jako Pete Gray
- Timothy Krause jako Max Gray
- Shaun Parkes jako Steve Webber
- Howard Ward jako Mike Farley
- Peter Capaldi jako Terry Machin
- Kaye Wragg jako Hayley Greene
- Joe Absolom jako Benjamin Cain
- Sarah Parish jako Lydia Gray